# Nemoguća misija (1996.)
Nemoguća misija (u originalu Mission:Impossible) američki je igrani film snimljen 1996. u režiji Briana de Palme. Po žanru je akcijski triler, a radnja je temeljena na popularnoj istoimenoj TV-seriji. Protagonist je Ethan Hunt (čiji lik tumači Tom Cruise), američki tajni agent koji pokušava pronaći krticu unutar CIA-e koja je podmetnula dokaze koji ga optužuju za likvidaciju vlastitog tima IMF agenata. Iako je doživio mlake kritike i iako su ga se negativno ocijenile i zvijezde originalne serije, Nemoguća misija je razbila rekorde gledanosti, a naslovna pjesma - obrada originalne Schifrinove teme od strane Larryja Mullena Jr. i Adama Claytona - je došla na vodeća mjesta svjetskih top-lista. Uspjeh filma je potakao snimanje nastavka Nemoguća misija 2 (Mission: Impossible 2), odnosno filmske serije koja je dosada imala velik broj nastavaka.

## Radnja
Jim Phelps i njegov tim, Jedinica za nemoguće misije (Impossible Missions Force - IMF), pokušavaju povratiti popis suradnika CIA-e iz američkog veleposlanstva u Pragu. Njihova misija propadne, Phelps je upucan, njegova supruga Claire pogine u eksploziji automobila, a ostatak jedinice, s izuzetkom Ethana Hunta, biva eliminiran od strane nepoznatih ubojica i pretpostavljenih tehničkih grešaka.  Na sastanku s direktorom IMF-a Eugene Kittridgeom, Hunt otkriva svoje znanje o postojanju druge IMF jedinice poslane da ih promatra, i saznaje da je zadatak bio namještaljka kako bi se izvuklo krticu unutar IMF-a, za koga se smatra da surađuje s trgovcem oružjem poznatim kao "Max" kao dio "Zadatka (Job) 314." Kako je Hunt jedini preživjeli član Kittridge sumnja da je on krtica stoga Hunt bježi.
Vraćajući se u sigurnu kuću u Pragu, Hunt shvaća da se "Job 314" odnosi na biblisjki citat Job 3:14, a "Job" je kodno ime krtice. Claire dolazi u sigurnu kuću, objašnjavajući da je izbjegla bombu nakon što je Phelps prekinuo misiju. Hunt organizira sastanak s Max i upozori ju da popis koji posjeduje sadržava uuređaj za praćenje. Obećava da će povratiti stvarni popis u zamjenu za 10 milijuna dolara i Jobov identitet. Hunt, Max i njeni agenti bježe upravo kad dolaze agenti CIA-e.
Hunt unovači dva agenta kojih se IMF odrekao: računarskog stručnjaka Luther Stickella i pilota Franz Kriegera. Oni uspiju ući u središte CIA-e u Langleyu, ukrasti stvarni popis i pobjeći u London. Kittridge, nakon što otkrije pljačku, organizira uhićenje Huntove majke i ujaka na lažnu optužbu za trgovanje drogom. On osigura medijsko praćenje uhićenja prisiljavajući time Hunta da ga kontaktira s Liverpool Street stanice. Hunt dozvoli CIA-i da ga locira u Londonu prije nego poklopi slušalicu, ali je iznenađe kada otkrije Phelpsa u blizini. Phelps ispriča kako je preživio pucnjavu te imenuje Kittridgea krticom. Hunt shvaća da je Phelps krtica, nakon što je ukrao Bibliju s Gideon pečatom iz Drake hotela u Chicagu tijekom ranijeg zadatka poznatog Huntovoj jedinici. Hunt također sumnja da je Krieger ubio ostale članove IMF-a u Pragu jer Krieger posjeduje karakteristični nož; međutim, nije siguran da li je Claire uključena u to. Hunt dogovri s Max da razmjene popise na TGV vlaku prema Parizu sljedećeg dana.
U vlaku, Hunt iz daljine usmjerava Max do popisa. Max ga potvrđuje i daje Huntu kod za aktovku koja sadržava novac te Joba u prtljažnom vagonu. Hunt naziva Claire i govori joj da se tamo nađu. U međuvremenu Stickell koristi uređaj za ometanje kako bi spriječio Max da uploada podatke na svoje servere. Claire dolazi do prtljažnog vagona, nalazi Phelpsa i govori mu da će Hunt uskoro stići. Ona preispituje namjeru da se Hunta ubije s obzirom na to da će im trebati žrtveni jarac ali Phelps otkriva je u stvari Hunt koji nosi masku, razotkrivajući je kao sudionicu zavjere. Kada pravi Phelps dođe i uzme novac prijeteći oružjem, Hunt stavi par video naočala koje prenesu video Phelpsa Kittridgeu, razotkrivajući Phelpsa kao krticu. 
Phelps zaprijeti da će ubiti Hunta, ali pogodi Claire kada ono intervenira. Popne se na krov vlaka gdje ga čeka Krieger u helikopteru s konopom za podizanje.Hunt poveže konop za vlak koji povuče heikopter u tunel La Manche. Hunt postavi eksplozivnu žvakaću gumu na vjetrobransko staklo helikoptera, što ubije Kriegera i Phelpsa. Kittridge uhiti Max i povrati popis, nakon čega vrati status agenata IMF-a Huntu i Stickellu, ali Hunt nije siguran hoće li to prihvatiti. Dok leti kući priđe mu stjuardesa i pita ga, koristeći kodnu frazu, da li je spreman preuzeti novu misiju, kao što je pitala Phelpsa na početku filma.